# Rauk
Rauk är en strandpelare som uppkommer på strandterrasser vid vågornas abrasion på kuster bestående av inhomogena bergarter. Mer motståndskraftiga partier isoleras och blir kvarstående i kustlinjen som abrasionsvittnen. Raukarna på Gotland har uppkommit under den ännu pågående landhöjningen efter den senaste nedisningen.

## Etymologi
'Rauk' är ett gutniskt ord, i svenskan sedan 1852, rotbesläktat via fornnordiska hraukur med bland annat råge och dialektala rök i betydelsen 'skyl'.

## Raukar i Sverige
Raukar är vanliga på Gotland, men finns också på Öland.

### Raukar på Gotland
Raukarna på Gotland är en kvarleva av de korallrev som bildats för omkring 400 miljoner år sedan i ett tropiskt hav, under silurperioden. När korallreven fossiliserades packades lagrad kalksten och lerig märgelsten, vilket senare täcktes av is. För omkring 10 000 år sedan började landet höja sig allteftersom ismassorna smälte. Havet började bearbeta den mjuka delen av berggrunden, men inte revkropparnas hårda kärna som stod kvar som isolerade stenpelare.
Det finns raukar på ett 25-tal platser på ön Gotland. De största raukfälten finns på norra Gotland och Fårö, samt på mellersta Gotlands ostkust, på Karlsöarna och på Storsudret i söder.
Gotlands mest kända rauk är Hoburgsgubben som från en viss vinkel och med lite fantasi liknar ett manshuvud.

### Galleri

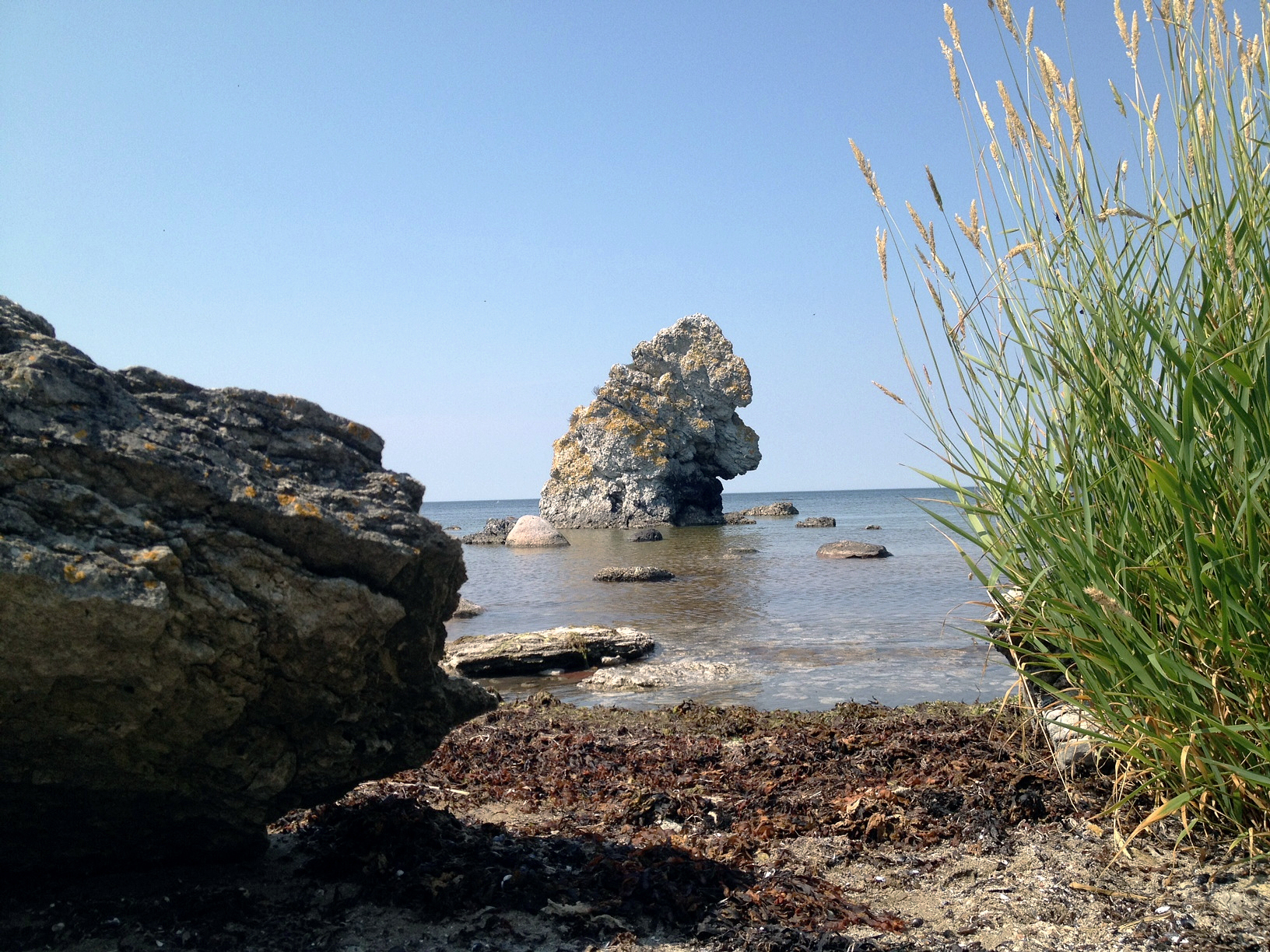
Rauken Snäck-Schimpansen på Gotland. Visbys närmast belägna rauk.
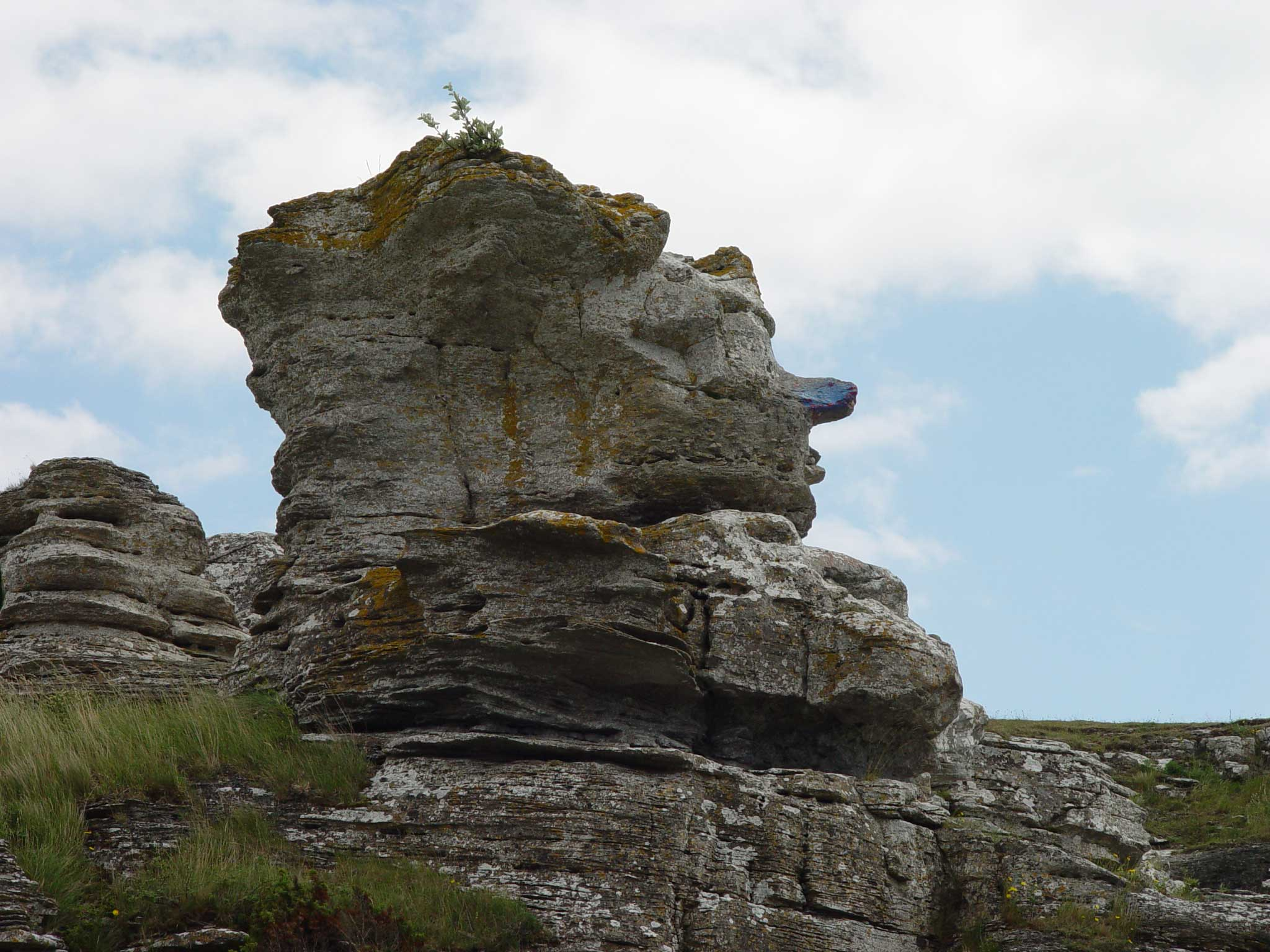
Rauken Hoburgsgubben på Gotland.
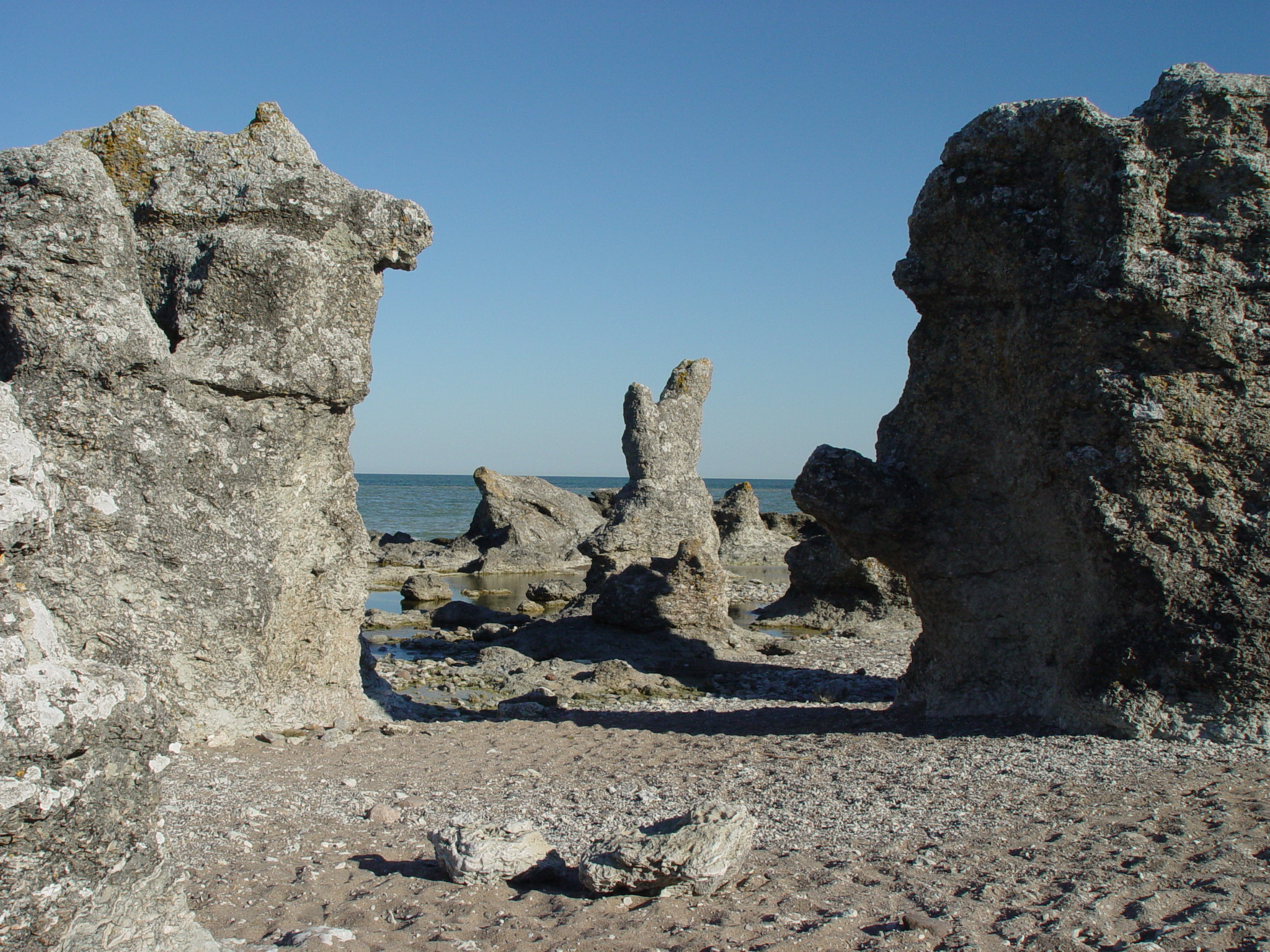
Raukområdet Folhammar på Gotland.
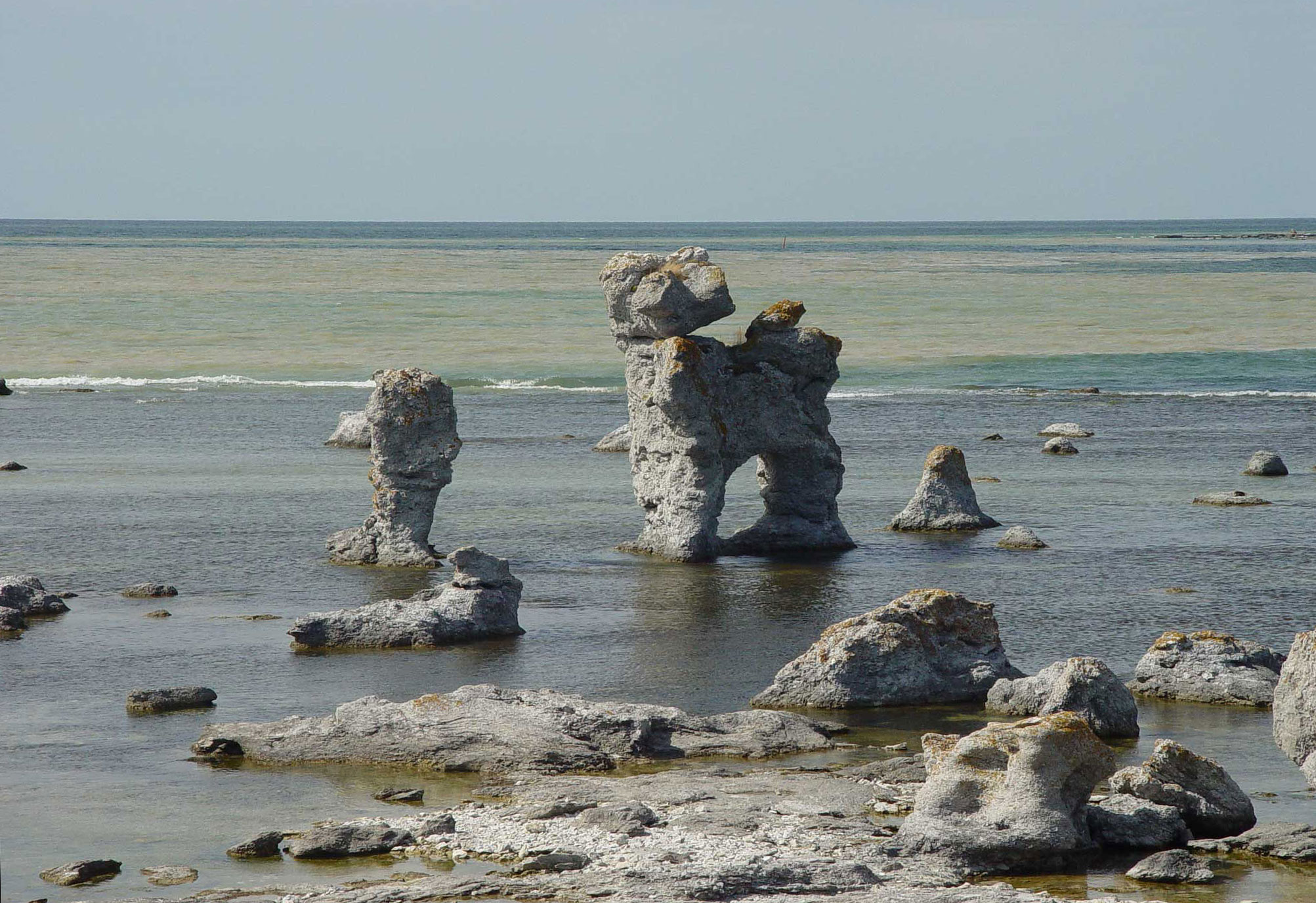
Rauken Kaffepannan på Gotland (Fårö).
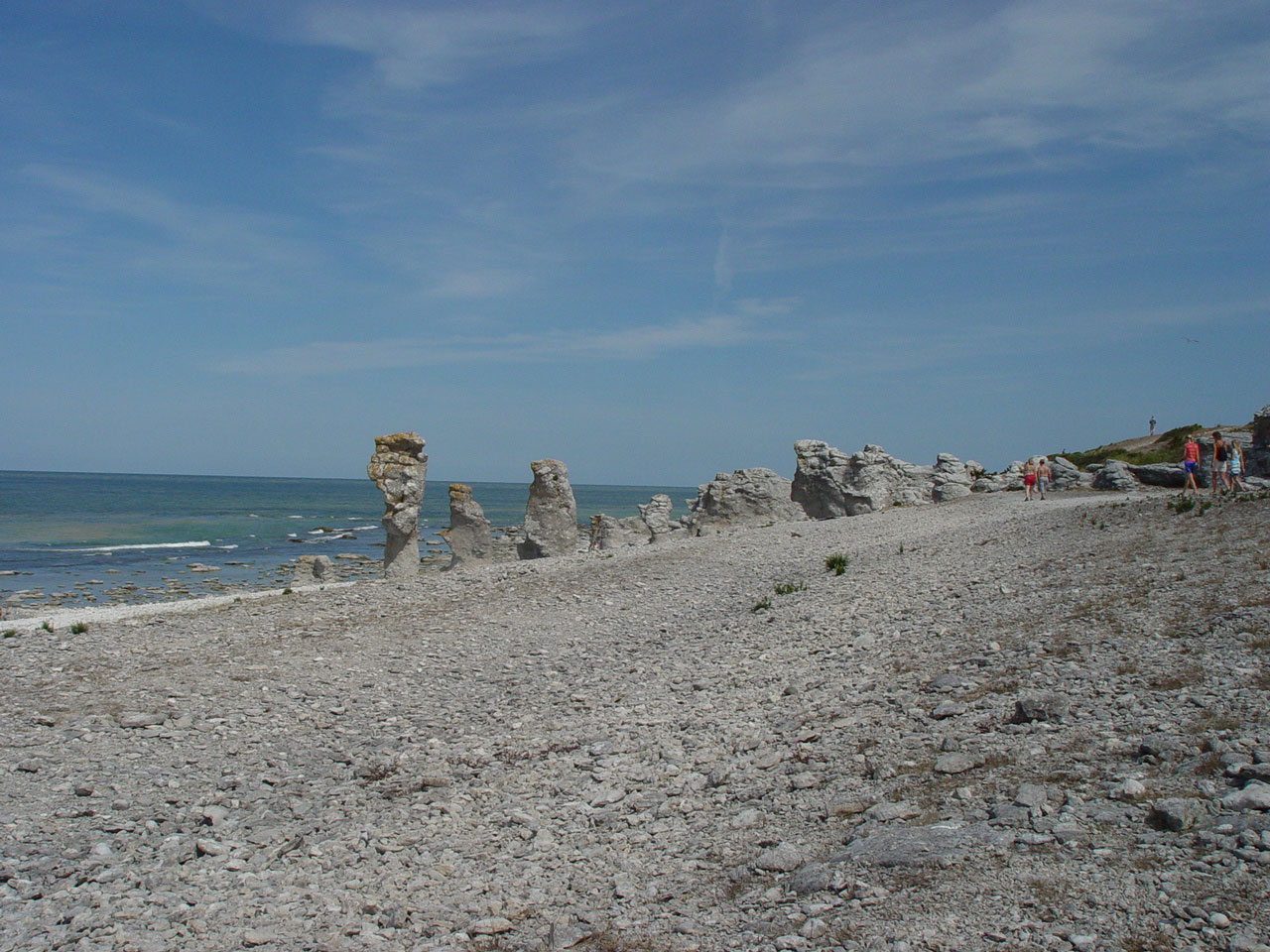
Raukar vid Langhammars på Gotland (Fårö).
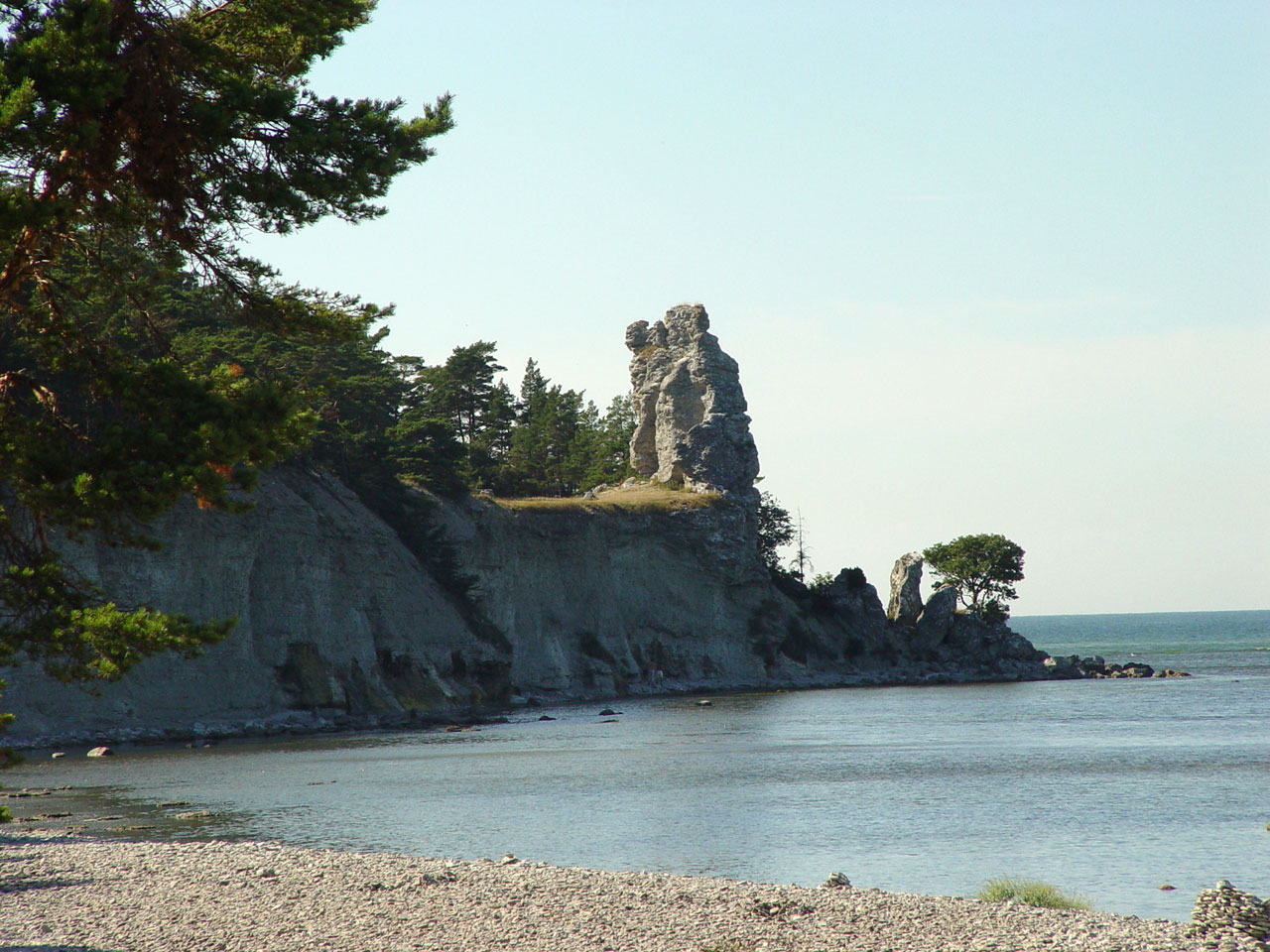
Rauken Jungfrun vid Lickershamn. Jungfrun är Sveriges största rauk.
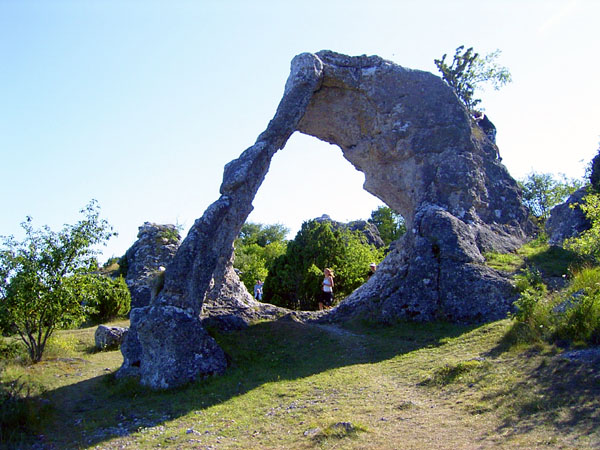
Rauken Lergravsporten, vid Lergravsviken på Gotland.
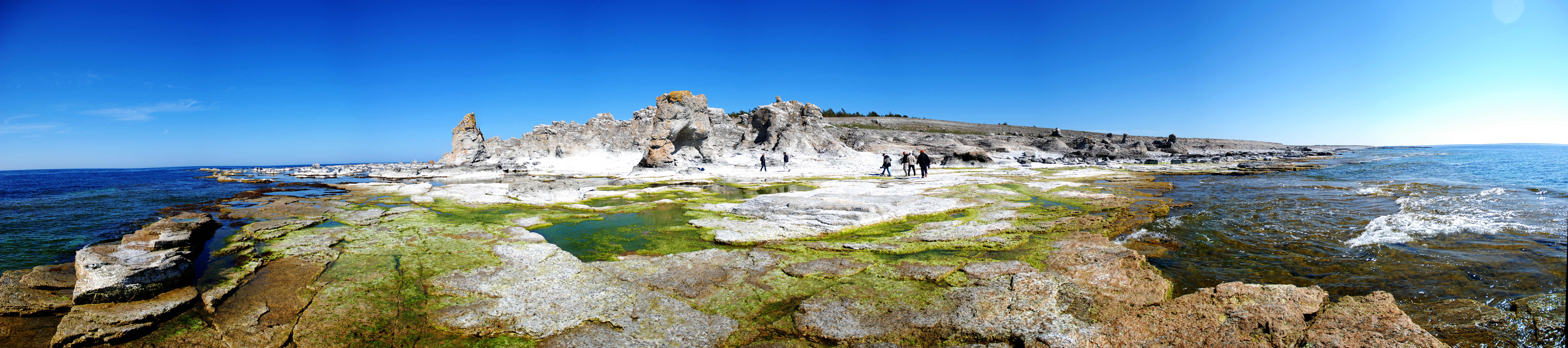
Raukar på Fårö.
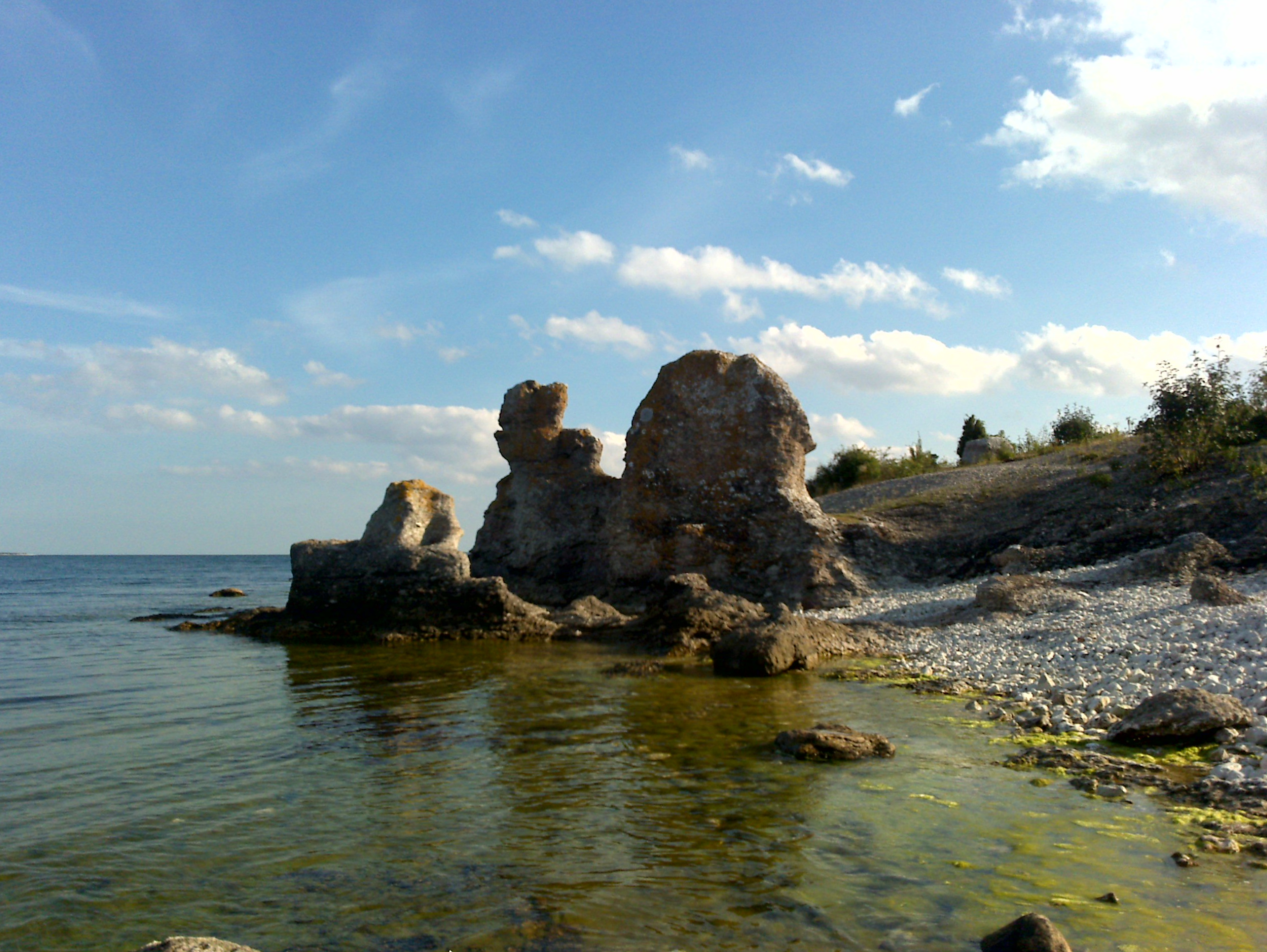
Raukar på St Olofsholm på Gotland

### Raukar på Öland
På Öland finns raukar vid Byrum i Borgholms kommun.